# Max Slevogt
Max Slevogt, né le 8 ou le 20 octobre 1868 à Landshut et mort le 20 septembre 1932 à Leinsweiler, est un peintre, graveur et dessinateur allemand impressionniste. Il est l'un des principaux représentants avec Lovis Corinth et Max Liebermann du style « plein air » allemand.

## Parcours
De 1885 à 1889, Max Slevogt étudie à l'Académie des beaux-arts de Munich et suit l'enseignement de Wilhelm von Diez, Karl Raupp et Johann Caspar Herterich (de), entre autres. Ses premières toiles s'expriment dans des tons sombres. À la fin de ses études, il vient à Paris et entre à l'académie Julian. En 1896, il donne quelques dessins à des journaux comme Simplicissimus et Jugend et l'année suivante il a droit à sa première exposition à Vienne où il montre des toiles plus lumineuses et moins chargées.
Sa toile Scheherezade, qui est exposée dans le pavillon allemand durant l'Exposition universelle de 1900, lui permet de retrouver Paris : il tombe en admiration devant les œuvres de Manet.
En 1901, il rejoint la Berliner Secession et se lie à Lovis Corinth. Son portrait du baryton portugais Francisco d’Andrade, Das Champagnerlied (1901-1902), surnommée Der Weiße d'Andrade tant elle montre une gamme de jaunes d'une grande intensité, frôlant l'incandescence, qui donna lieu à deux autres versions, aux tons dominant noir (Der Schwarze d’Andrade, 1904), puis rouge (Der Rote d'Andrade, 1912).
Durant les années d'avant guerre, il voyage beaucoup vers les pays du sud : d'Égypte en 1902 puis en février 1914, d'où il rapporte de nombreuses aquarelles et 21 toiles.
En 1905, il se rapproche du milieu de la scène, dessinant des costumes et des décors de théâtre pour Max Reinhardt. Entre 1908 et 1910, il est appelé à la cour de Bavière auprès du vieux prince régent Luitpold qui lui commande plusieurs toiles de grands formats.
En juin 1914 il hérite, par sa femme Nini Finkler à laquelle il est marié depuis 1898, du château de Neukastel, situé en Rhénanie-Palatinat où il entreprendra des travaux jusqu'en 1922, créant une salle de concert et une grande bibliothèque. Durant le conflit, il est envoyé sur le front de l'Ouest comme peintre officiel de l'armée. En 1917, il est élu à l'Académie des arts de Berlin.
En 1924, il est conseiller artistique sur le Don Giovanni joué à l'opéra de Dresde. En 1920, il avait illustré une édition de La Flûte enchantée sous la direction de Paul Cassirer avec 39 eaux fortes. On lui doit aussi une suite de gravure pour le Faust de Goethe.
En 1928 eut lieu, pour son soixantième anniversaire, une grande rétrospective de son travail à l'académie de Berlin.
De 1931 à 1932, il compose une fresque religieuse intitulée Golgotha pour l’église de la Paix de Ludwigshafen am Rhein (de) (détruite).
Max Slevogt a été enterré dans le tombeau de la famille Finkler dans le parc de Neukastel.

## Galerie

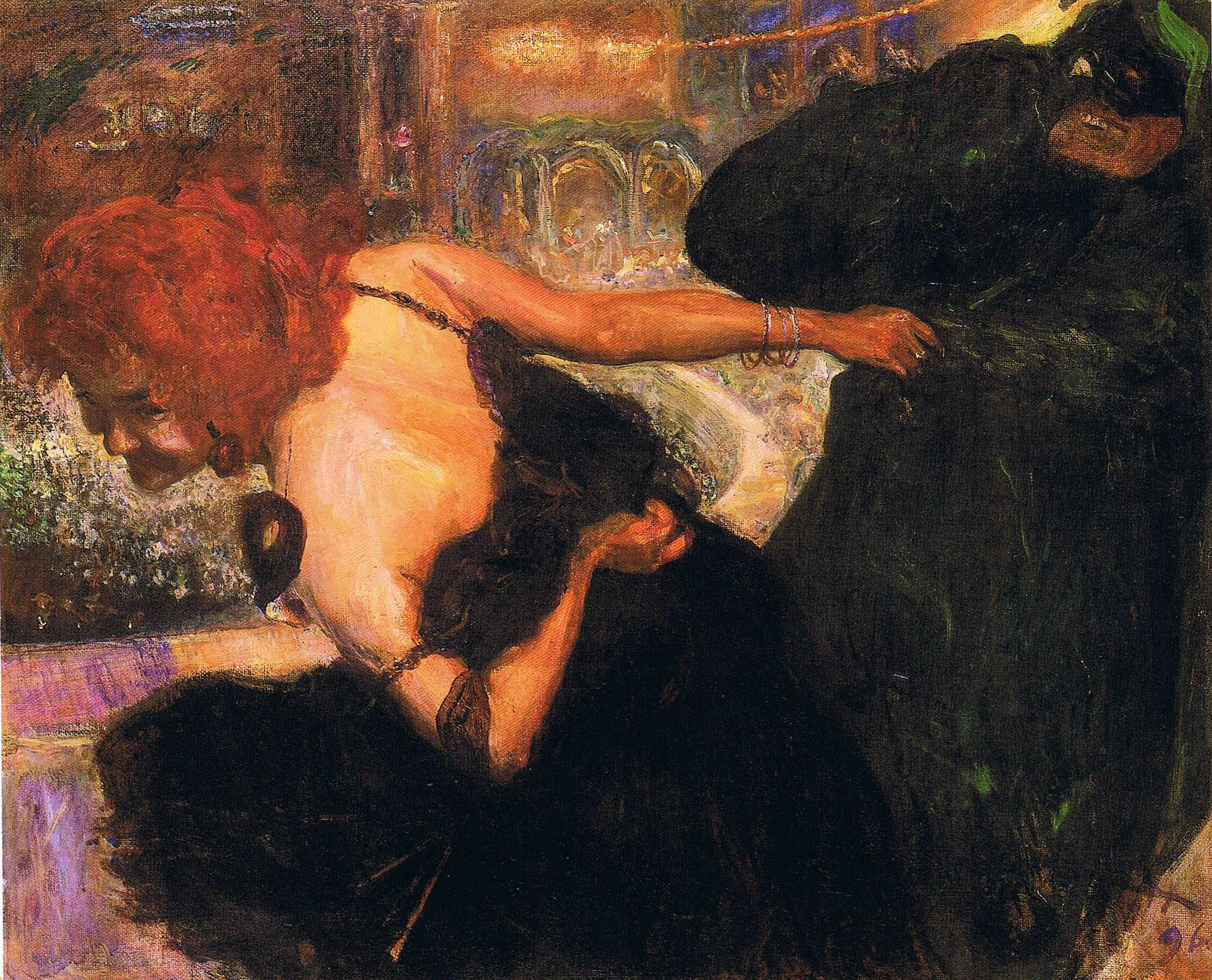
Danse avec la Mort (1896)
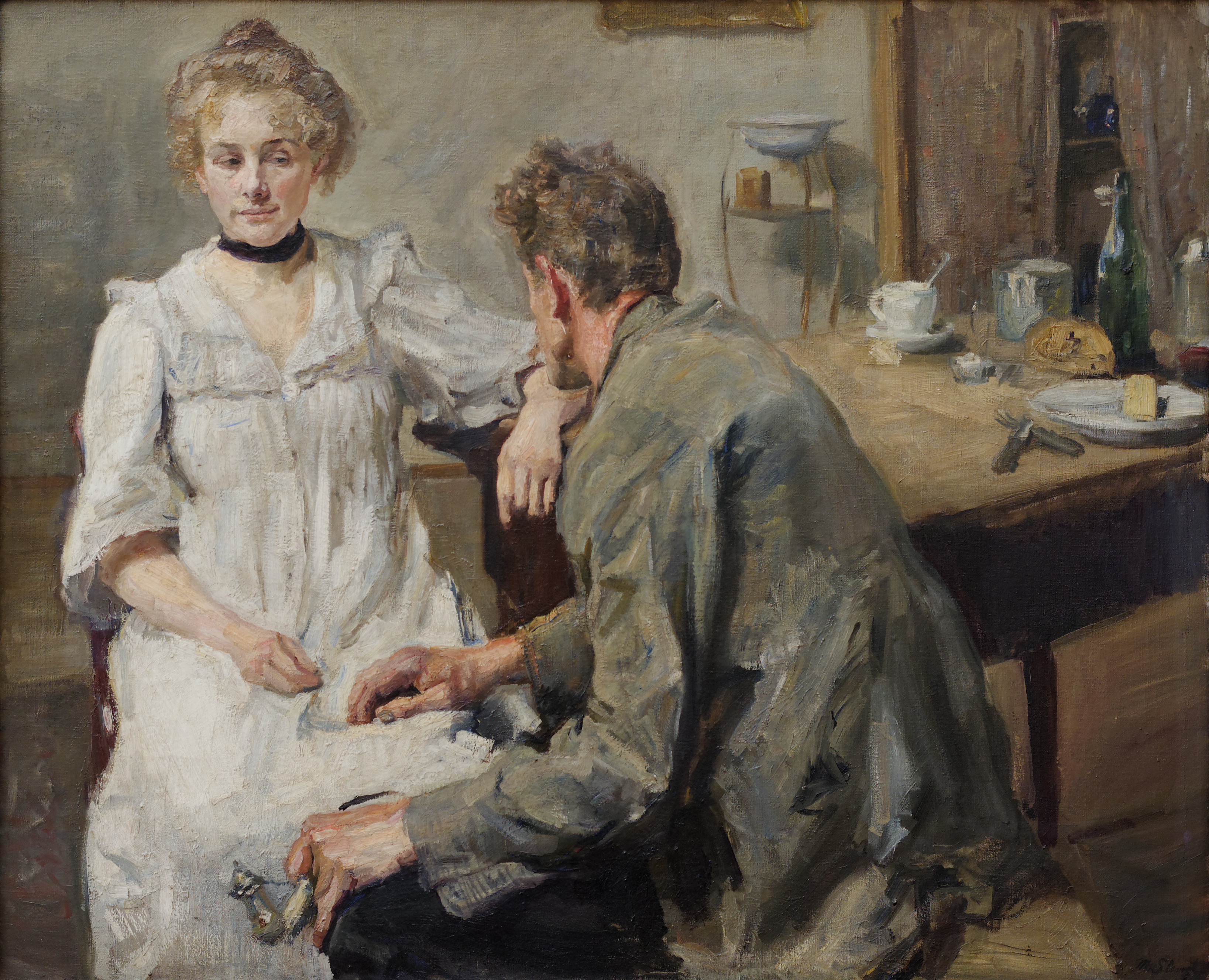
Après le travail (1900)
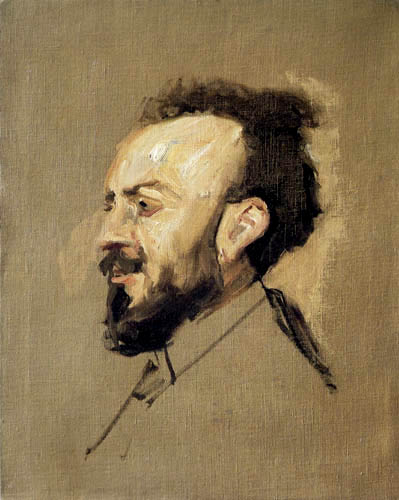
Francisco d'Andrade (1902)
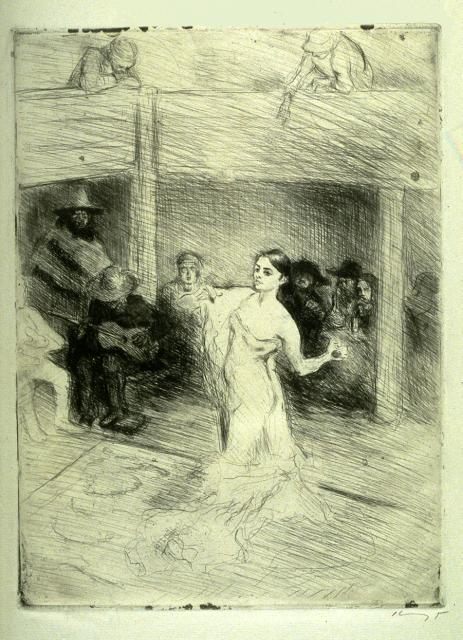
Danseuse (1904)
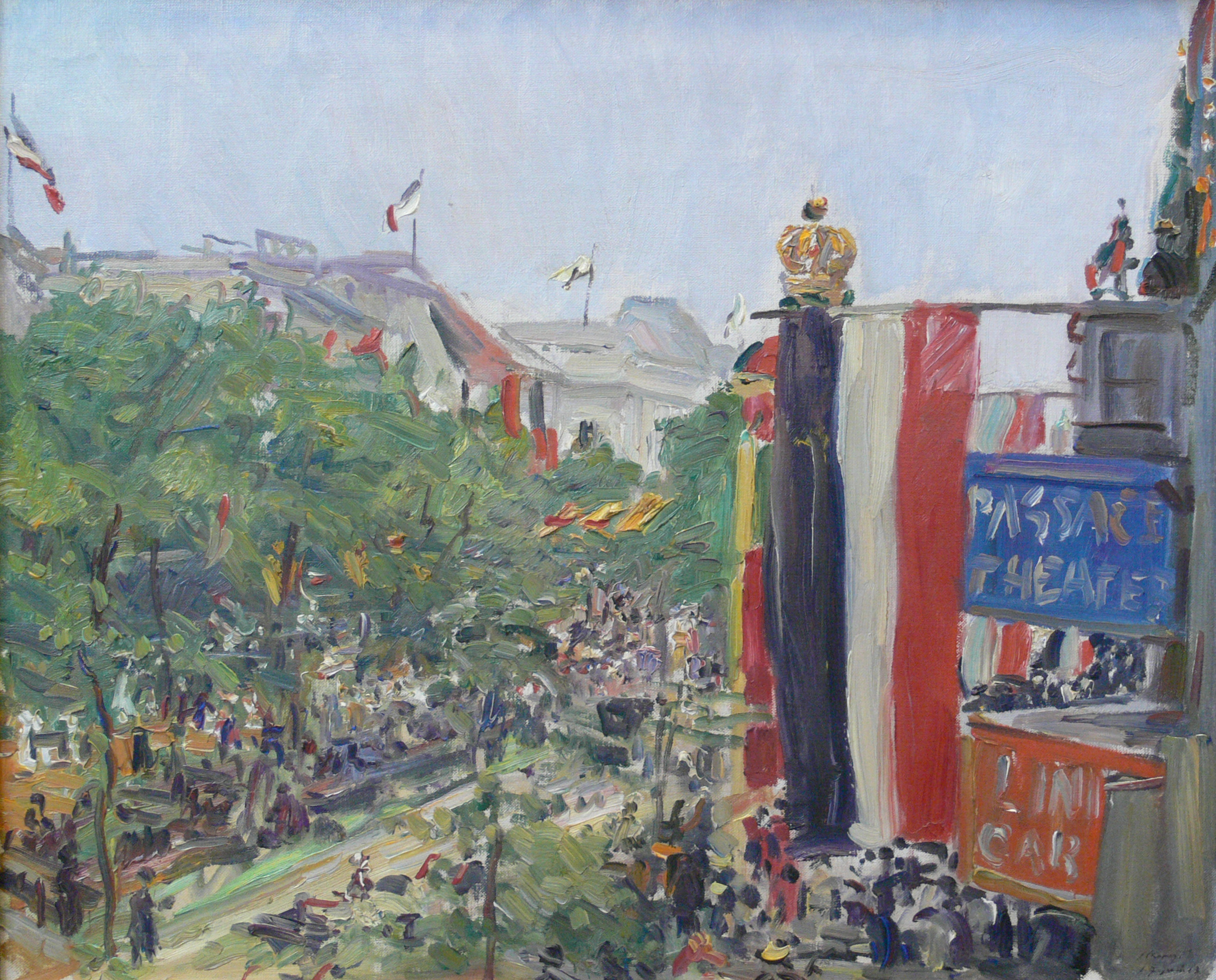
Unter den Linden (1913)
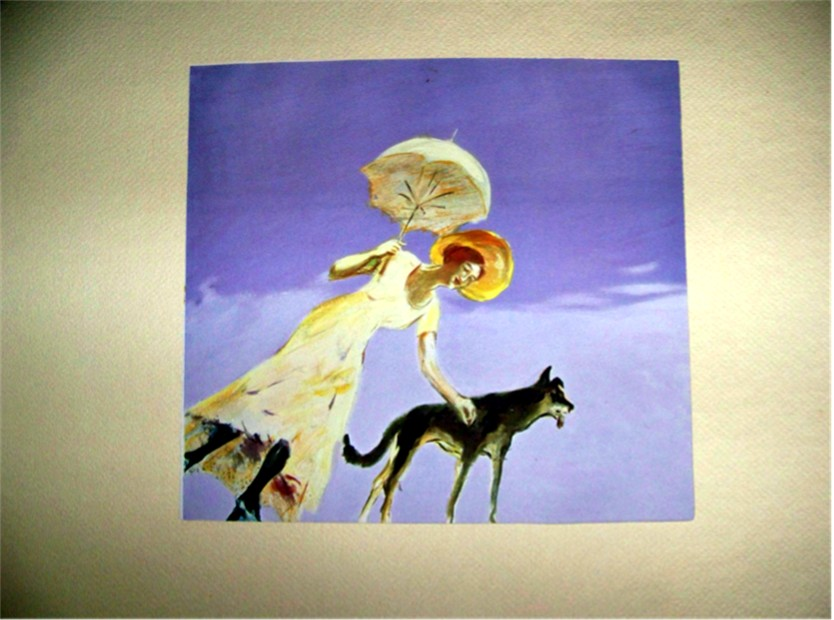
illustration d'origine inconnue